# Spencer Machacek
Spencer Machacek, född 14 oktober 1988, är en kanadensisk professionell ishockeyspelare som spelar inom NHL–organisationen Pittsburgh Penguins. Han har tidigare spelat på NHL–nivå för Atlanta Thrashers och Winnipeg Jets och på lägre nivåer för Chicago Wolves, St. John's Icecaps och Springfield Falcons i AHL och Vancouver Giants i WHL.
Machacek draftades i tredje rundan i 2007 års draft av Atlanta Thrashers som 67:e spelare totalt.

## Kontrakt och övergångar
Machacek har under sin NHL–karriär skrivit på fyra kontrakt till ett sammanlagt värde av $4,357,500.
- Den 25 mars 2008 skrev han på ett treårigt (2008–2011) rookiekontrakt med Thrashers.[2] Kontraktet var värt $2,575,000, och där genomsnittårslönen (cap hit) var på $853,333. Årslönen i NHL var följande: $635 000, $660 000 och $710 000. För spel i AHL så skulle han få $62 500 per säsong.[1]
- Den 18 juli 2011 förlängde han sitt kontrakt med Jets, det nya kontraktet var på ett år (2011–2012).[3] Förlängningen av kontraktet var värt $575 000 och det var det han skulle få ut om han spelade hela säsongen i NHL. Hans årslön för spel i AHL var på $75 000.[1]
- Den 11 september 2012 skrev Machacek på ett nytt kontrakt med Jets.[4] Kontraktslängden var igen på ett år (2012–2013) och var värt $575 000. Lönen i AHL var på $150 000.[1]
- Den 10 mars 2013 blev Machacek bortbytt till Columbus Blue Jackets i utbyte mot forwarden Tomáš Kubalík.[5][6][7]
- Den 19 juli 2013 skrev Machacek på ett nytt ett–års kontrakt (2013–2014) med Blue Jackets.[8] Kontraktet är värt $632 500 i NHL medan i AHL så är det $150 000.[1]
- Den 6 februari 2014 blev Machacek bortbytt till Pittsburgh Penguins i utbyte mot forwarden Paul Thompson.[9][10][11][12]

## Statistik
| 2002–2003  | Lethbridge Golden Hawks Bantam AAA | AMBHL      | 36  | 11  | 20  | 31  | 54  | 8  | 4  | 3  | 7  | —  |
| 2004–2005  | Brooks Bandits                     | AJHL       | 59  | 16  | 20  | 36  | 41  | 10 | 2  | 2  | 4  | 8  |
| 2005–2006  | Vancouver Giants                   | WHL        | 70  | 23  | 22  | 45  | 53  | 18 | 6  | 8  | 14 | 8  |
| 2006–2007  | Vancouver Giants                   | WHL        | 63  | 21  | 24  | 45  | 32  | 22 | 9  | 11 | 20 | 14 |
| 2007–2008  | Vancouver Giants                   | WHL        | 70  | 33  | 45  | 78  | 69  | 10 | 5  | 2  | 7  | 6  |
| 2008–2009  | Atlanta Thrashers                  | NHL        | 2   | 0   | 0   | 0   | 0   | —  | —  | —  | —  | —  |
|            | Chicago Wolves                     | AHL        | 77  | 23  | 25  | 48  | 23  | —  | —  | —  | —  | —  |
| 2009–2010  | Chicago Wolves                     | AHL        | 79  | 20  | 29  | 49  | 68  | 13 | 7  | 4  | 11 | 8  |
| 2010–2011  | Atlanta Thrashers                  | NHL        | 10  | 0   | 0   | 0   | 0   | —  | —  | —  | —  | —  |
|            | Chicago Wolves                     | AHL        | 67  | 21  | 32  | 53  | 45  | —  | —  | —  | —  | —  |
| 2011–2012  | Winnipeg Jets                      | NHL        | 13  | 2   | 7   | 9   | 7   | —  | —  | —  | —  | —  |
|            | St. John's IceCaps                 | AHL        | 61  | 18  | 32  | 50  | 48  | 11 | 0  | 7  | 7  | 12 |
| 2012–2013  | St. John's IceCaps                 | AHL        | 57  | 11  | 14  | 25  | 45  | —  | —  | —  | —  | —  |
|            | Springfield Falcons                | AHL        | 18  | 5   | 9   | 14  | 13  | —  | —  | —  | —  | —  |
| 2013–2014  | Springfield Falcons                | AHL        | 34  | 9   | 10  | 19  | 24  | —  | —  | —  | —  | —  |
|            | Wilkes-Barre/Scranton Penguins     | AHL        | —   | —   | —   | —   | —   | —  | —  | —  | —  | —  |
| NHL totalt | NHL totalt                         | NHL totalt | 25  | 2   | 7   | 9   | 7   | —  | —  | —  | —  | —  |
| AHL totalt | AHL totalt                         | AHL totalt | 393 | 107 | 151 | 258 | 266 | 30 | 7  | 12 | 19 | 20 |
| WHL totalt | WHL totalt                         | WHL totalt | 203 | 77  | 91  | 168 | 154 | 50 | 20 | 21 | 41 | 28 |